# Аксиома связей
Аксиома связей (принцип освобождения от связей) — одна из аксиом теоретической механики. Может быть сформулирована следующим образом:
Всякое несвободное тело можно рассматривать как свободное, если отбросить связи и заменить их действие реакциями этих связей.
При этом под связью понимается всё то, что ограничивает движение тела.
Простейший пример применения аксиомы связей: если на горизонтальной поверхности (например, на столе) в поле тяжести Земли (то есть, в "обычных" земных условиях) лежит тело, то мы можем мысленно отбросить горизонтальную поверхность и заменить её действие силой реакции этой поверхности.